# Praxillura picta
Praxillura picta är en ringmaskart som först beskrevs av Ehlers 1887.  Praxillura picta ingår i släktet Praxillura och familjen Maldanidae. Inga underarter finns listade i Catalogue of Life.